# Condado de Leavenworth
El condado de Leavenworth (en inglés: Leavenworth County), fundado en 1855, es uno de 105 condados del estado estadounidense de Kansas. En el año 2009, el condado tenía una población de 75,227 habitantes y una densidad poblacional de 63 personas por km². La sede del condado es Leavenworth. El condado recibe su nombre en honor a Henry Leavenworth.

## Geografía
Según la Oficina del Censo, el condado tiene un área total de 1213 km² (468,3 mi²), de la cual 1200 km² (463,3 mi²) es tierra y 13 km² (5,019305019305 mi²) (1.08%) es agua.

### Condados adyacentes
- Condado de Platte, Misuri (norte)
- Condado de Wyandotte (este)
- Condado de Johnson (sureste)
- Condado de Douglas (suroeste)
- Condado de Jefferson (oeste)
- Condado de Atchison (noroeste)

## Demografía
Según la Oficina del Censo en 2000, los ingresos medios por hogar en el condado eran de $48,114, y los ingresos medios por familia eran $55,805. Los hombres tenían unos ingresos medios de $40,047 frente a los $26,029 para las mujeres. La renta per cápita para el condado era de $20,292. Alrededor del 6.70% de la población estaban por debajo del umbral de pobreza.

## Transporte

### Autopistas principales
- Interestatal 70
- U.S. Route 40
- U.S. Route 73
- Ruta Estatal de Kansas 7
- Ruta Estatal de Kansas 10
- Ruta Estatal de Kansas 16
- Ruta Estatal de Kansas 92

## Localidades
Población estimada en 2004;
- Leavenworth, 35,213 (sede)
- Lansing, 10,214
- Tonganoxie, 3,774
- Basehor, 3,287
- Linwood, 382
- Easton, 357
- Bonner Springs, ubicado en el condado de Wyandotte y el condado de Johnson.

### Áreas no incorporadas
- Coldspur
- Fairmount
- Fall Leaf
- Jarbalo
- Kickapoo
- Lowemont
- Millwood
- Reno
- Springdale

### Municipios
El condado de Leavenworth está dividido entre 10 municipios. El condado tiene a Lansing y Leavenworth como ciudades independientes a nivel de gobierno, y todos los datos de población para el censo de las ciudades son incluidas en el municipio.

## Educación

### Distritos escolares
- Fort Leavenworth USD 207 (Sitio web)
- Easton USD 449 (Sitio web)
- Leavenworth USD 453 (Sitio web)
- Basehor-Linwood USD 458 (Sitio web)
- Tonganoxie USD 464 (Sitio web)
- Lansing USD 469 (Sitio web)